# Канктон (Луїзіана)
Канктон (англ. Cankton) — селище (англ. village) в США, в окрузі Сент-Ландрі штату Луїзіана. Населення — 583 особи (2020).

## Географія
Канктон розташований за координатами 30°20′44″ пн. ш. 92°6′47″ зх. д. / 30.34556° пн. ш. 92.11306° зх. д. (30.345533, -92.113084).  За даними Бюро перепису населення США в 2010 році селище мало площу 5,28 км², уся площа — суходіл.

## Демографія
Згідно з переписом 2010 року, у селищі мешкали 484 особи в 190 домогосподарствах у складі 129 родин. Густота населення становила 92 особи/км².  Було 199 помешкань (38/км²).
Расовий склад населення:
| - 87,8 % — білих - 9,1 % — чорних або афроамериканців - 1,7 % — осіб інших рас |

До двох чи більше рас належало 1,4 %. Частка іспаномовних становила 2,7 % від усіх жителів.
За віковим діапазоном населення розподілялося таким чином: 27,5 % — особи молодші 18 років, 62,6 % — особи у віці 18—64 років, 9,9 % — особи у віці 65 років та старші. Медіана віку мешканця становила 34,4 року. На 100 осіб жіночої статі у селищі припадало 89,8 чоловіків;  на 100 жінок у віці від 18 років та старших — 88,7 чоловіків також старших 18 років.
Середній дохід на одне домашнє господарство  становив 56 203 долари США (медіана — 49 583), а середній дохід на одну сім'ю — 59 330 доларів (медіана — 51 875). Медіана доходів становила 40 313 долари для чоловіків та 20 938 доларів для жінок. За межею бідності перебувало 22,6 % осіб, у тому числі 42,2 % дітей у віці до 18 років та 0,0 % осіб у віці 65 років та старших.
Цивільне працевлаштоване населення становило 284 особи. Основні галузі зайнятості: освіта, охорона здоров'я та соціальна допомога — 15,8 %, мистецтво, розваги та відпочинок — 14,4 %, сільське господарство, лісництво, риболовля — 13,0 %.